# 日本瓢鰭鰕虎魚
日本瓢鰭鰕虎鱼（学名：Sicyopterus japonicus），又名日本瓢鰭鰕虎，俗稱和尚魚或日本禿頭鯊，为虾虎鱼亚目鰕虎鱼科下的其中一種，種名是由於本種首次被正式紀錄是在日本高知縣，可做為食用魚或觀賞魚。

## 分布地區
日本（南部，包括福島縣北部，西表島，小笠原群島等）、台灣（北部、南部、恆春半島、東部）、中國大陸（福建沿海）、韓國至菲律賓等地區都有紀錄。

## 特徵
本魚體延長略呈圓柱狀，腹鰭癒合成吸盤，頭部外型圓滑，體呈黃褐或綠褐色，具10條深褐色寬橫帶，幼魚橫帶較成魚明顯，尾鰭圓形。

## 生態
本魚為初級淡水魚，多棲息在潭區或急瀨區的岩石上，為河海洄游魚類，魚河川中游產卵，孵化後，仔魚隨河流漂流入海，成長後再洄游至河川中。屬雜食性偏草食性，主要以附著藻類為食。